# Шуйка (селище)
Шу́йка (рос. Шуйка, марій. Шуйка) — селище у складі Звениговського району Марій Ел, Росія. Входить до складу Кокшайського сільського поселення.

## Населення
Населення — 105 осіб (2010; 137 у 2002).
Національний склад (станом на 2002 рік):
- росіяни — 50 %